# 使命召唤：现代战争II 2022
《決勝時刻：現代戰爭II 2022》是由Infinity Ward开发，由動視暴雪發行的第一人称射击游戏。本作是《決勝時刻》系列第19部主要作品，為「現代戰爭」重啟系列《決勝時刻：現代戰爭》的续作。於2022年10月28日在Microsoft Windows、PlayStation 4、PlayStation 5、Xbox One及Xbox Series X/S发布。劇情模式則於2022年10月20日先釋出。

## 遊戲玩法
《決勝時刻：現代戰爭II 2022》為決勝時刻的遊戲玩法帶來了幾處巨大的變化，已經更新了一些新的變化，例如運動和合作模式中的先進人工智能系統、水物理和游泳力學，以及大修的車輛系統。槍匠系統也進行了改造，允許玩家微調特定附件以適應他們的遊戲風格。
多人遊戲具有幾種新的遊戲模式： 淘汰賽，兩支隊伍試圖奪取生命有限的包裹與囚犯營救，進攻方試圖解救人質，而防守方則通過加強人質周圍的防禦來阻止他們。合作特別行動模式也確認回歸。

## 故事情节
2022年7月，141特遣隊與影子連在謝菲爾德將軍的指揮下向俄羅斯資助的伊朗軍隊進行了一次外科手術式打擊，成功地刺殺了正於阿爾馬茲拉進行軍火交易的伊朗上將布朗尼。數個月後，布朗尼的副手，聖城軍少校哈桑·扎恩尼成為了其接班人，並在數個月內參與資助恐怖活動。他的活動隨即引起了謝波德和中央情報局站長凱特·萊斯威的注意，於是便派遣一支美國海軍陸戰隊特種作戰司令部小隊，由西蒙·“幽靈”·萊利中尉和約翰·“索普”·麥克塔維什中士帶頭領導，前往阿爾馬茲拉抓捕或擊殺哈桑。然而，當小隊抵達目的地時才發現哈桑已經逃離現場，而幽靈和索普則發現他居然擁有美國製彈道飛彈。
為了繼續追蹤哈桑，萊斯威與約翰·普萊斯上尉和凱爾·“加斯”·蓋瑞克中士在阿姆斯特丹找到其中一名哈桑的信使，發現哈桑原來已經跟拉斯·阿爾瑪斯販毒集團結盟，並在墨西哥匿藏中。在一次於美墨邊境附近捉拿哈桑的行動失敗後，墨西哥特種部隊上校亞歷杭德羅·巴爾加斯和他的副手魯道夫·“魯迪”·帕拉軍士長連同幽靈、索普和影子連參與了一次聯合行動以抓捕哈桑。雖然行動成功，但小隊考慮到政治因素而被迫釋放哈桑，不過同時亦在他的手機上裝上追蹤裝置。
哈桑一個被追蹤的電話令普萊斯、萊斯威和加斯來到西班牙，以掃蕩一個實際上由拉斯·阿爾瑪斯販毒集團擁有，實際上是用來作為走私中轉站的魚類養殖場，期間他們發現拉斯·阿爾瑪斯擁有一些供被盜飛彈使用的俄羅斯製GPS裝置。行動中萊斯威被阿蓋塔拉武裝份子俘虜，普萊斯和加斯找來他們的老戰友“尼古萊”和法拉·卡里姆協助他們在烏茲克斯坦拯救萊斯威。
另一方面，巴爾加斯和索普滲透了拉斯·阿爾瑪斯販毒集團的一次集會以找出他們的領袖“無名氏”，他們發現“無名氏”的真正身份竟然是巴爾加斯的前隊友瓦萊里婭·加爾薩。儘管巴爾加斯的勸阻，瓦萊里婭跟影子連作了個交易，說出了其中一枚導彈的位置。於是幽靈跟影子連指揮官菲利普·格雷夫、索普和巴爾加斯等人組成了一支聯合特遣隊以掃蕩一處廢棄的石油井架和一艘貨輪，以阻止導彈發射。任務雖然成功，但格雷夫卻背叛了141特遣隊和巴爾加斯，他們受謝波德所託接管了巴爾加斯的行動基地並拘留他的手下。混亂中格雷夫抓住了巴爾加斯，而幽靈和索普則成功逃脫。在帕拉的幫助下，索普和幽靈與隨後趕來支援的加斯和普萊斯發起了一場越獄行動以拯救巴爾加斯和他的手下。
在撤離期間，萊斯威表示她調查到哈桑之所以擁有美國製飛彈是謝菲爾德和格雷夫在8月期間進行了一次非法的運輸任務，目的是向美國的抗俄中東盟友提供彈道飛彈，可是在行動中被俄羅斯私人軍事服務公司科尼襲擊，導致三枚彈道飛彈被搶奪後又交易給哈桑，謝波德亦為求自保而掩飾事件真相，甚至指使格雷夫將141小隊滅口。在真相大白後，普萊斯與謝波德通話，儘管謝菲爾德為自己的行為辯解，又不肯將影子連的人撤離，普萊斯誓言小隊消滅哈桑和格雷夫斯後過去找他。141特遣隊和墨西哥特種部隊成功奪回格雷夫佔領的基地，但是格雷夫早已逃離墨西哥，然後141特遣隊從瓦萊里婭口中得知哈桑正身處芝加哥，他打算朝華盛頓發射飛彈。141特遣隊最終成功挫敗哈桑的陰謀及殺死他。
在任務過後，謝菲爾德行蹤不明，萊斯威則查到並告知141特遣隊搶走飛彈的幕後黑手為俄羅斯極端民族主義組織領袖兼科尼組織指揮官，隨後普萊斯說出他的名字：馬卡洛夫。一年後，一群俄羅斯恐怖份子在接收了馬卡洛夫的短訊後準備劫機，短訊的內容為“不准說俄語”。

## 登場組織／陣營

### 战役游戏中玩家控制角色所属
- 141特遣隊（Task Force 141）：由普萊斯上尉領導的特種部隊，為了打擊恐怖主義而活躍在世界各地。
- 牛仔（Los Vaqueros）：由亞歷杭德羅·巴爾加斯領導的一支墨西哥特種部隊單位，與141特遣隊在墨西哥境內發起聯合行動。
- 影子連（Shadow Company）：由菲利普·格雷夫斯創立的私人軍事服務公司，本作中受謝波德將軍所託與141特遣隊和牛仔發起聯合行動。
- 聯合特遣隊—幽靈小隊（JTF - Ghost Team）：在影子連和謝波德將軍背叛後由普萊斯上尉創立的一支特遣隊，由141特遣隊和牛仔的幹員組成，主要任務是向影子連復仇，並重奪牛仔行動基地的控制權。成員們都戴上骷髏頭面罩以掩飾身份。

### 其他登场组织和势力
- 美國海軍陸戰隊（US Marine Corps）：主要為美國海軍陸戰隊特種作戰司令部的幹員，在部份關卡中支援141特遣隊。
- 烏茲克斯坦解放軍（Urzikistan Liberation Force）：在凱特·萊斯威被阿蓋塔拉俘虜到烏茲克斯坦後受普萊斯上尉所託協助拯救萊斯威。
- 阿蓋塔拉（Al-Qatala）：起源自烏茲克斯坦的恐怖組織，受伊朗聖城軍資助，為本作的主要敵對陣營之一。
- 拉斯·阿爾馬斯販毒集團（Las Almas Cartels）：以拉斯·阿爾馬斯爲勢力範圍的墨西哥販毒集團，由“無名氏”所領導。與阿蓋塔拉存在合作關系，目的是為了分散美國的注意力，讓其集中於反恐戰爭。
- 墨西哥陸軍（Mexican Army）：被拉斯·阿爾馬斯販毒集團收買的墨西哥陸軍士兵。
- 科尼（Konni）：俄羅斯私人軍事服務公司，受極端民族主義組織委托從影子連手上搶奪原本由謝波德向某抗俄中東盟友軍援的飛彈，並由俄羅斯政府將飛彈轉交給聖城軍上校哈桑·扎尼。
- 極端民族主義組織（Ultranationalists）：馬卡洛夫領導的極端組織，在遊戲尾聲中登上了一架客機準備發動恐襲。

### 聯機模式陣營
- 特種部隊（SpecGru）
  - 游騎兵（Rangers）：SpecGru的預設幹員。
  - 邱伊（CHUY）：一名墨西哥士兵。在亚历杭德罗·巴尔盖兹的推荐下，曾在特種部隊軍團中服役。目前他利用他在部队服役期间获得的知识训练当地人以阻止企业腐败，即使他们人手不足。
  - 格羅姆斯科（GROMSKO）：行动应变及机动组 （GROM）的一员正如该组织的座右铭所暗示的那样，他以其广泛的医学培训和进行秘密行动的能力而闻名。
  - 古斯（GUS）：一名哥斯达黎加警察，专门从事资产救援和保护工作。
  - 克莉歐（KLEO）：为希腊泽塔两栖突击中队（Z'MAK）特种部队的指挥，擅长于秘密行动。
  - 月神（LUNA）：第一代的新加坡裔美国人西点军校毕业生。之后成为中央情报局特别活动中心（SAC）地面部队的一员。在追查前作战役关卡“皮卡迪利”中发动伦敦恐怖袭击的阿盖塔拉组织时，她发挥了关键作用。
  - 诺娃（NOVA）：英国皇家海军陆战队42突击队L连的指挥，专门营救被击落的飞行员。
  - 雷耶斯（REYES）：前加拿大特种作战团(CSOR)成员，具有丰富的军事历史和小队战术知识。曾经在拉斯阿玛斯和乌兹克斯坦多个部队服役过。于2020年离开并加入跨国“抵抗势力”(deniable forces)。
  - 子墨（ZIMO）：一名中国私人军事承包人員，曾是利刃突击队的成员。
  - 法拉（FARAH）：乌茲克斯坦解放军的创始人和领导人，同時也是141特遣队的盟友。
  - 幽灵（GHOST）：前第22特種空勤團及141特遣队的中尉。
  - 普莱斯（PRICE）：前英国第22空中特勤队成员，以“Bravo 6”的呼号而闻名。目前在中央情报局主管凯特·莱斯威的帮助下，以及五眼联盟的谢菲尔德将军的监督，领导着联合作战中队特遣队141。
  - 肥皂（SOAP）：作为狙击手和爆破专家被选入141特遣队。在约翰·普莱斯上尉领导下，在战役关卡“清理门户”中作为一名受到高度赞扬的指挥而闻名。
  - 博格巴（POGBA）
  - 梅西（MESSI）
  - 加斯（GAZ）：前第22特種空勤團及141特遣隊中士。
  - 洛麟（RONIN）：日裔美國人，前美國陸軍特種部隊士兵。
  - 亞歷翰卓（ALEJANDRO）：墨西哥特種部隊幹員。
  - 亞歷克（ALEX）：前中情局特別活動中心幹員。
  - 凱文（KEVIN）
  - （TIMTHETATMAN）
  - 埃歐 (IO)
  - 布撤（BUTCH）
  - 星光（STARLIGHT）
  - 亞瑟（ARTHUR）
  - （SNOOP DOGG）

- 核心戰術（KorTac）
  - KorTac小組（KorTac Group）：KorTac的預設幹員。
  - 阿克塞爾（AKSEL）：挪威皇家海军特种部队的一位全能专家。从潜水到高跳低开跳伞，从拆弹到人质营救情况，被认为是具有全方位能力的现代维京人。
  - 凱利斯托（CALISTO）：法国最后一个皇室的法裔西班牙后裔，加入了法国第27陆军精英山地步兵部队“高山猎人”(Chasseurs alpins)。一位高海拔作战专家，以惊人的精准度闻名，尤其是她喜欢的武器～弓。
  - 康納（CONOR）： 陆军游骑兵联队的爱尔兰国防军叛乱专家。以领导反恐、人质营救和特种侦察行动而闻名。
  - 芬德爾（FENDER）：匈牙利国防军中士长，擅长高价值目标、拆除炸弹和城镇战斗。他总是戴着定制的头盔来隐藏自己的脸。
  - 科尼希（KÖNIG）：隶属于奥地利“狩猎”特种部队，只知道是一名戴着狙击手围巾的男人。
  - 虎（HORANGI）：一名韩国赌徒，阴差阳错下成为了一名士兵，曾被分配到韩国武装部队第 13 特种任务旅。擅长压制具有极端风险倾向的高价值目标。
  - 哈許（HUTCH）：美国大学橄榄球运动员，后来成为海军网络和数据专家。在“使命召唤基金计划”的帮助下，他在服了四年役后，在私人网络安全部门找到了工作，但在了解到海军陆战队网络战司令部(MARFORCYBER) 后最终转回了岗位。
  - 罗兹（ROZE）：一名美国陆军游骑兵，曾与“豺狼”组织签约，以消灭在非洲的阿盖塔拉组织，并与影子连队在佛丹斯科（Verdansk）维持秩序。由于精通小单位战术和近战交战而备受追捧。她于2022年初撕毁了与这家动荡的公司签订的合约。
  - 史提雷多（STILETTO）：一名意大利执法官员，隶属于宪兵队反黑手党和反毒品特遣队，因其标志性的弹簧刀而闻名。一位无所畏惧的城镇战斗专家，利用她对付卡莫拉黑手党的经验，训练警察部队打击其他犯罪集团和恐怖组织，包括在拉斯阿玛斯中的。
  - 零（ZERO）：隶属于埃及最著名的 El-Sa'ka 部队反恐部队的777特遣队中的一名特战兵。他的绰号来自于他的经历：在一次袭击中他失去了姐妹，只有自己幸存下来，为了无私地保护他人，他放弃了自己富裕而优越的生活。
  - 戰鬼（ONI）[9]：一名有数百年历史的日本武士家族的后裔，十几岁时离家出走，以避免跟随他父亲的意愿加入犯罪集团。在国外服役后，他加入了日本特殊急袭部队，但由于他父亲作为犯罪集团领导人的影响力和权力，他被不荣誉解职。目前，Oni发誓要按照武家法典伸张正义。
  - 宙斯（ZEUS）
  - 內馬爾（NEYMAR）
  - 克勞斯（KLAUS）
  - 許瑞德（SHREDDER）
  - 瓦萊里亞（VALERIA）：前墨西哥特種部隊幹員及拉斯·阿爾馬斯販毒集團領袖“無名氏”。
  - 艾托姆（ATOM）
  - （NICKMERCS）
  - 尼克托（NIKTO）：前俄羅斯特種部隊幹員。
  - 維加（VEGA）
  - （HOMELANDER）
  - （BLACK NOIR）
  - 伊茲（IZZY）
  - 奧茲（OZ）
  - 格雷夫斯（GRAVES）：影子連創立人。
  - 米拉（MILA）
  - 維利肯（VELIKAN）
  - （NICKI MINAJ）
  - （MACE）
  - （21 SAVAGE）

## 戰役模式登場角色

### 141特遣隊（Task Force 141）
- 約翰"強尼"·麥克坦維什（John "Johnny" Mactavish）：蘇格蘭人，綽號“肥皂”（Soap），特種空勤團中士，為玩家可扮演角色。
- 凱爾·蓋瑞克（Kyle Garrick）：綽號“加斯”（Gaz），特種空勤團中士，為玩家可扮演角色。
- 西蒙·萊利（Simon Riley）：綽號“幽靈”（Ghost），特種空勤團中尉，為玩家可扮演角色。特點是其用以掩飾身份的骷髏頭巴拉克拉瓦頭套。
- 約翰·普萊斯（John Price）：特種空勤團上尉，身經百戰的特種部隊老兵，為141特遣隊的指揮官之一。

### 中央情報局（CIA）
- 凱特·萊斯威（Kate Laswell）：CIA的分析員，負責為141特遣隊提供重要情報。

### 美軍
- 赫歇爾·謝波德（Herschel Shepherd）：美國陸軍上將，141特遣隊的總指揮官。

### 牛仔（Los Vaqueros）
- 亞歷杭德羅·巴爾加斯（Alejandro Vargas）：墨西哥特種部隊上校。
- 魯道夫·帕拉（Rodolfo Parra）：墨西哥特種部隊軍士長，亞歷杭德羅的部下。為玩家可扮演角色。

### 影子連（Shadow Company）
- 菲利普·格雷夫斯（Phillip Graves）：影子連的CEO和指揮官。
- 影子-1 TV操作員（Shadow-1 TV Operator）：為玩家可扮演角色，負責空襲任務。
- 迪保羅（Dipaolo）：影子連隊員，為玩家可扮演角色，被科尼承包人員擊殺陣亡。
- 埃里克森（Erikson）：影子連隊員，被科尼承包人員擊殺陣亡。
- 凡斯（Vance）：影子連隊員，被科尼承包人員擊殺陣亡。

### 烏茲克斯坦解放軍（Urzikistan Liberation Force）
- 法拉·卡里姆（Farah Karim）：烏茲克斯坦解放軍領袖。

### 聖城軍（Quds Force）
- 哈桑·扎尼（Hassan Zyani）：聖城軍少校，阿蓋塔拉的秘密資助者。
- 戈布拉尼（Ghorbrani）：聖城軍上將，在141特遣隊和影子連的聯合行動中被殺。

### 拉斯·阿爾馬斯販毒集團（Las Almas Cartels）
- 瓦萊里亞·加爾薩（Valeria Garza）：拉斯·阿爾馬斯的實際領袖，對外是販毒集團的女殺手，前墨西哥特種部隊與亞歷杭德羅的舊識，綽號“無名氏”（El Sin Nombre）。
- 迭戈·薩爾加多（Diego Salgado）：“無名氏”的左右手。

### 其他
- 尼古萊（Nikolai）：暱稱尼克（Nik），約翰·普萊斯的舊識，負責為141特遣隊提供後援。
- 馬卡洛夫（Makarov）：極端民族主義組織繼任領袖，在遊戲結尾中向登上客機的組織成員發出“不准說俄語”的訊息。

## 登場武器
本作的武器繼承了前作的特點，例如大部份武器在外觀上或多或少地做了一些修改，並使用虛構的名稱。部份武器以槍族分類，相同槍族的武器能夠共用部份改裝配件。另外還設有不同效果的彈藥可供玩家選擇。

## 開發
《決勝時刻：現代戰爭II 2022》由Infinity Ward與新版本的大逃殺遊戲《決勝時刻：現代戰域》一同開發，稱為「現代戰域2.0」，這兩款遊戲都使用了新版本的IW引擎。

## 行銷

### 釋出
2022年2月，動視確認《決勝時刻：現代戰爭》的續作將於2022年發布，同時還會發布免費大逃殺遊戲《決勝時刻：現代戰域》的新版本。該遊戲的名稱和徽標於2022年4月在社交媒體上分享。一個月後，動視發布了另一個預告片，展示了遊戲主要角色的藝術作品，並公布發布日期為2022年10月28日。2022年6月2日，發布了真人預告片。同一天，Steam在Twitter回應了《決勝時刻》官方帳戶的一條推文，強烈暗示該遊戲將會通過Steam平台在Microsoft Windows上發布。該遊戲的首部預告片於6月8日發布，展示了戰役模式的遊戲玩法，並確認了該遊戲在Steam、暴雪Battle.net以及第8代和第9代遊戲機上的發布。這是繼《決勝時刻》系列第14部主要作品《決勝時刻：二戰》過後再一次在Steam平台上架。

### 發布
多人遊戲公開測試將於9月17日至18日PlayStation搶先遊玩，9月19日至21日PlayStation公開測試，9月22日至26日在所有平台上進行，於10月28日正式發布。預購任何版都可以搶先遊玩公開測試，以及於10月20日暢玩劇情戰役。寶庫版可獲得「141 紅色小隊」、「FJX 餘燼武器寶庫」、第1季戰鬥通行證和50次跳級、10小時雙倍經驗值代幣和雙倍武器經驗值代幣，還包括「幽靈傳承包」，其中包含12個「幽靈」特戰兵的造型和10個M4A1突擊步槍的武器藍圖，適用於《決勝時刻：現代戰爭》和《決勝時刻：現代戰域》。與之前的跨世代遊戲不同，《現代戰爭II 2022》沒有為第八代遊戲機提供標準版本，而僅提供了適用於所有平台的跨世代版本，以及寶庫版。

## 外部連結
- 官方网站（繁體中文）
- 官方网站（简体中文）